# Großsteingrab Wees
Das Großsteingrab Wees war eine jungsteinzeitliche Grabanlage auf dem heutigen Gebiet des Ortsteils Wees-Bahnhof der Gemeinde Wees im Kreis Schleswig-Flensburg.

## Beschreibung
Das Grab lag ursprünglich südöstlich von Himmershoi und wurde bereits 1889 gestört. Vor der vollständigen Zerstörung konnte allerdings noch eine Ausgrabung vorgenommen werden. Heute ist der einstige Standort des Grabes vollständig von einer Wohnsiedlung überbaut.
Ernst Sprockhoff führt das Grab in seinem Atlas der Megalithgräber Deutschlands unter der Nummer 16 auf. Das Grab gehörte zum Typ der Großdolmen und war nordost-südwestlich orientiert. Ein Grabhügel konnte bei den Ausgrabungen noch ausgemacht werden, über ihn liegen aber keine näheren Angaben vor. Eventuell einst vorhandene Umfassungssteine wurden nicht gefunden. Die Grabkammer bestand aus acht Wand- und einem von ursprünglich drei Decksteinen. Der vorgefundene Deckstein war in die Kammer verstürzt. Die Wandsteine unterteilen sich in einen schmalen Eingangsstein im Südwesten und einen breiten Abschlussstein im Nordosten sowie drei Paaren von seitlichen Trägersteinen. Die beiden südwestlichen Trägersteine waren zum Eingangsstein hin eingezogen. Die Kammer hatte eine Länge von 4,00 m, eine Breite von 1,40 m und eine Höhe zwischen 0,80 und 0,90 m.
Neben dem untersuchten Grab erwähnt Röschmann in Wees noch eine Reihe weiterer Steingräber und Grabhügel, die wohl mittlerweile zerstört sein dürften.
Die genauen Lagen dieser Gräber dürften mittlerweile kaum noch feststellbar sein. 